# Siemens PLM Software
Siemens PLM Software (ex UGS) è una azienda di software specializzata in 3D & 2D Product Lifecycle Management (PLM). L'azienda è un'unità della Siemens e ha il suo quartier generale a Plano in Texas.
L'azienda ha avuto diversi nomi nel corso della sua storia:
- Unigraphics Solutions Inc. (1963-1976)
- McDonnell Douglas (1976-1991)
- Electronic Data Systems (1991-2004)
- UGS Corporation (2004-2007)
- Siemens PLM Software (2007-oggi)

Tra i software prodotti dalla Siemens PLM Software troviamo
- NX, una suite commerciale CAD/CAM/CAE,
- Teamcenter, un set integrato di PLM e (cPD),
- Tecnomatix, un software di manifattura e pianificazione industriale
- Velocity Series, un pacchetto di applicazioni destinato al mercato di fascia media, tra cui il software Solid Edge.